# Célestin Koffi Yao
 (juin 2023).
La mise en forme du texte ne suit pas les recommandations de Wikipédia : il faut le « wikifier ».
Les points d'amélioration suivants sont les cas les plus fréquents :
- Les titres sont pré-formatés par le logiciel. Ils ne sont ni en capitales, ni en gras.
- Le texte ne doit pas être écrit en capitales (les noms de famille non plus), ni en gras, ni en italique, ni en « petit »…
- Le gras n'est utilisé que pour surligner le titre de l'article dans l'introduction, une seule fois.
- L'italique est rarement utilisé : mots en langue étrangère, titres d'œuvres, noms de bateaux, etc.
- Les citations ne sont pas en italique mais en corps de texte normal. Elles sont entourées par des guillemets français : « et ».
- Les listes à puces sont à éviter, des paragraphes rédigés étant largement préférés. Les tableaux sont à réserver à la présentation de données structurées (résultats, etc.).
- Les appels de note de bas de page (petits chiffres en exposant, introduits par l'outil «  Source ») sont à placer entre la fin de phrase et le point final[comme ça].
- Les liens internes (vers d'autres articles de Wikipédia) sont à choisir avec parcimonie. Créez des liens vers des articles approfondissant le sujet. Les termes génériques sans rapport avec le sujet sont à éviter, ainsi que les répétitions de liens vers un même terme.
- Les liens externes sont à placer uniquement dans une section « Liens externes », à la fin de l'article. Ces liens sont à choisir avec parcimonie suivant les règles définies. Si un lien sert de source à l'article, son insertion dans le texte est à faire par les notes de bas de page.
- La présentation des références doit suivre les conventions bibliographiques. Il est recommandé d'utiliser les modèles {{Ouvrage}}, {{Chapitre}}, {{Article}}, {{Lien web}} et/ou {{Bibliographie}}. Le mode d'édition visuel peut mettre en forme automatiquement les références.
- Insérer une infobox (cadre d'informations à droite) n'est pas obligatoire pour parachever la mise en page.

Pour une aide détaillée, merci de consulter Aide:Wikification.
Si vous pensez que ces points ont été résolus, vous pouvez retirer ce bandeau et améliorer la mise en forme d'un autre article.
Pour les articles homonymes, voir Yao.
Célestin Koffi Yao, né le 6 avril 1971, à Daloa, en Côte d'Ivoire, est un artiste plasticien et universitaire ivoirien. 
Figure contemporaine de la sculpture ivoirienne, il est également romancier, documentariste, essayiste et galériste.

## Biographie
Célestin Koffi Yao naît à Daloa, le 6 avril 1971. Il effectue ses études secondaires et universitaires à Abidjan et à l’Université Paris 1 Panthéon Sorbonne. Ses études ont été sanctionnées par un doctorat en arts plastiques et sciences de l’art.
Enseignant-chercheur à l’université Félix-Houphouët-Boigny d’Abidjan, Koffi Yao est vice-président du Comité national ivoirien Mémoire du monde (CNI-Memo). Il est également membre du bureau exécutif de l'ARCMoW – « Africa Regional Committee of the Memory of the World Programme »,,,,.

## Galerie
Il ouvre la Galerie Koffi-Yao en 2013, dans le quartier résidentiel et huppé de Cocody. Après avoir exposé 14 artistes, il ferme la galerie en 2016, pour l’implémentation d’un projet plus grand dans la capitale économique ivoirienne. Célestin Koffi Yao fonde immédiatement, à Abobo – quartier populaire d’Abidjan et précisément dans le secteur dit « Derrière-rails » –, le Centre pour la culture, les arts et le savoir – Sankonian, qui comporte une galerie d’art,, une résidence artistique, une médiathèque, un théâtre et un café littéraire,,,,.

## Technique d'écriture
Célestin Koffi Yao s’inspire de l’image du noir, de sa terre matrice pour donner vie, forme et existence à ses idées. L’art de Koffi Yao est aussi ancré dans la vie contemporaine et le quotidien.
Outre la sculpture, la peinture, l’artiste raffole des images, des vestiges de l’idéologie du passé qu’il réutilise avec des toiles comme le tirailleur sénégalais, du sauvage au bon noir banania. Dans ses œuvres, il dénonce la précarité de certains phénomènes existentiels,,,,,,.

## Films documentaires
Les films documentaires de Célestin Koffi Yao s’orientent vers la défense et la préservation de l’identité africaine et du patrimoine culturel matériel et immatériel, notamment de son pays. Certains de ses films sont marqués par cette ambition de garder intactes les traces d’un passé culturellement riche de valeurs positives à même d’instruire le futur.    
Avec le film Sankonian, les ressources du devenir, Célestin Koffi Yao met en évidence, en premier lieu, le rituel du fatchué  – une pratique guerrière – et démontre, au-delà du rite initiatique, une esthétique de la société traditionnelle, au travers du phénomène de la maturité chez les peuples atchan (2016 -22'). Le fatchué est le symbole culturel par excellence du peuple atchan ou Ebrié de Côte d'Ivoire : il concerne la gestion et l'organisation pratique de la cité selon les différentes générations qui se succèdent par échelle de quinze ans sur une période totale de 60 ans. En second lieu, le film Sankonian propose « Requiem pour un danseur de goli » (2016-16'), qui décline les funérailles du vieux Goulè, ancien danseur de goli ; ces dernières ont donné lieu à un véritable déploiement de force et de masques sacrés, ayant pour objectif d’honorer l’âme du défunt maître.
De nombreux autres films portent la signature de Célestin Koffi Yao.

## Filmographie
- Wan ti wan - volume 1, Marcel N’Gguessan Essoh (2019)
- Wan ti wan - volume 2, Zirignon Grobli
- Wan ti wan - volume 3, Mahé Djiré
- Goli, liturgia africana (2019)
- Sankonian, les ressources du devenir (2017)
- N’Dolo, chants, jeux et danses en pays Baoulé[21] (2013)